# Ian Khan
Ian Khan (ur. 12 maja 1960 roku w Londynie, zm. 6 lipca 2025 w Saint-Paul-de-Vence) – brytyjski kierowca wyścigowy.

## Kariera
Khan rozpoczął karierę w międzynarodowych wyścigach samochodowych w 1985, od startów w klasie narodowej Brytyjskiej Formuły 3. Z dorobkiem dwóch punktów uplasował się na dziewiętnastej pozycji w klasyfikacji generalnej. W późniejszych latach Brytyjczyk pojawiał się także w stawce World Sports-Prototype Championship, Japońskiej Formuły 3, Brytyjskiej Formuły 3000, British Touring Car Championship, Deutsche Tourenwagen Meisterschaft, Sports Racing World Cup, Renault Clio V6 Germany, Renault Sport Clio Trophy, FIA Sportscar Championship, FIA GT Championship, 24-godzinnego wyścigu Le Mans, British GT Championship, Formula X European Endurance Series, Le Mans Endurance Series, 24 Hours of Spa, Le Mans Series, FIA GT3 European Championship oraz Porsche Supercup.

## Wyniki w 24h Le Mans
| Rok  | Zespół                             | Partnerzy                    | Samochód           | Klasa | Okr. | Poz. | Klasa Pos. |
| ---- | ---------------------------------- | ---------------------------- | ------------------ | ----- | ---- | ---- | ---------- |
| 2003 | Thierry Perrier Perspective Racing | Michel Neugarten Nigel Smith | Porsche 911 GT3-RS | GT    | 305  | 18   | 3          |
| 2004 | Thierry Perrier Perspective Racing | Nigel Smith Tim Sugden       | Porsche 911 GT3-RS | GT    | 283  | 23   | 10         |